# خمدان
خمدان یک روستا در ایران است که در دهستان حومه (دیر) واقع شده‌است.